# روس إيرين باتلر سينيور
روس إيرين باتلر سينيور (بالإنجليزية: Ross Erin Butler, Sr.)‏ هو شخصية أعمال أمريكي، ولد في 16 يونيو 1916 في أيداهو في الولايات المتحدة، وتوفي في 3 يوليو 2004 في أونتاريو في الولايات المتحدة.